# 沖国大米軍ヘリ墜落事件
沖縄国際大学米軍ヘリコプター墜落事件（おきなわこくさいだいがくべいぐんヘリコプターついらくじけん）は、2004年（平成16年）8月13日に在日米軍（アメリカ海兵隊）のヘリコプターが沖縄県宜野湾市の沖縄国際大学に墜落した事件である。

## 概要
2004年（平成16年）8月13日午後2時15分頃、アメリカ軍普天間基地所属の大型輸送ヘリコプターCH-53Dが訓練中にコントロールを失い、沖縄国際大学1号館北側に接触、墜落、炎上した。搭乗していた乗員3名は負傷したが、1号館内にいた大学職員20数名、他民間人に負傷者は出なかった。この墜落事故により同大学は電話・インターネット回線等を切断され、また接触した1号館はローターによる損傷と炎・ススによる被害を受け、またその周辺の木々も焼かれてしまった。このため一号館は、翌2005年（平成17年）8月12日までに取り壊され（その後汚染土壌も除去された）、2006年（平成18年）10月30日に再建工事が竣工した。
沖縄県で住宅地にアメリカ軍のヘリコプターが墜落したのは1972年（昭和47年）の復帰後初めてのことであった。近くの民家やガソリンスタンド、保育所などにヘリコプターの部品が落下したこともあり、事故に対しては宜野湾市をはじめとした沖縄県内の各方面から非難が相次いだ。

## 墜落直後の米軍の対応
事故直後、消火作業が終わった後にアメリカ軍が現場を封鎖し、事故を起こした機体を搬出するまで日本の警察・消防・行政・大学関係者が現場に一切立ち入れなかったことは反発を招いた。この米軍と日本政府の対応は、日米地位協定締結とともにつくられたいわゆる「合意議事録」の、場所を問わずに米軍の財産に対する捜査権が日本にないとする決まりによるものであった。さらに当該機のローターブレードには氷結などによる亀裂・劣化を検出するために放射性物質であるストロンチウム90が1個ずつ（CH-53Dのローターブレードは6枚なので合計6個）のステンレス容器に納められており、そのうちの1つが今回の事故で機体の燃焼により損壊し放射能汚染を引き起こした疑いが持たれている。ただし、米国大使館は報道機関に対して、ストロンチウム90は機体の燃焼、熔解で気化した可能性が高いと回答している。そして、アメリカ軍によって土壌や機体は回収されてしまったことで詳細を解明することは困難になった。

## 事故原因
日米合同の事故分科委員会は、「回転翼の後部ローターを接ぐボルトに重要な部品を装着していなかった整備ミスが事故発生の原因である」との調査報告書を提出した。
アメリカ側は整備員がヘリコプターの回転翼の角度を調節する駆動部と油圧システムとを接続するボルトに装着すべき割りピンの取り付けを怠ったため、飛行中にそのボルトが抜け落ち、後部の回転翼が操縦不能に陥ったと説明している。

## 事故後
事故からおよそ1か月後の9月12日には事故現場の沖縄国際大学で抗議集会が行なわれ、主催者発表で3万人が参加した。これは、1995年10月に開催された沖縄米兵少女暴行事件抗議県民総決起大会（8万5千人参加-主催者発表）以来の大規模なものであった。
墜落直後のアメリカ軍による規制によって、大学関係者や宜野湾市当局はおろか宜野湾市消防本部や沖縄県警察すらも現場に入れない状況が続いた。そのため、日本の施政権・大学の自治を侵害する事件であるとして、大学関係者のアメリカ軍への抗議が続いている。現在、墜落現場には事故で焼けたアカギの木がモニュメントとして保存されている。
沖縄県警察は航空危険行為等処罰法違反で、公訴時効いっぱいの3年間捜査を行なったが、日米地位協定の壁に阻まれ全容解明はならなかった。
2007年8月1日、乗員のアメリカ海兵隊軍曹ら4人を氏名不詳のまま書類送検したものの、8月10日、那覇地方検察庁はその全員を不起訴処分とした。

### 両政府による事故対応に関する協議
事故においては発生後の対応で捜査管轄権などについて問題が提起された。日米両政府による日米合同委員会での協議を経て、2005年4月1日に基地外での米軍機墜落後の両政府による対応に関するガイドライン（「日本国内における合衆国軍隊の使用する区域・施設外での合衆国軍用航空機事故に関するガイドライン」）が作成された。これは2019年7月15日改定された。

## 文献
- 『沖国大がアメリカに占領された日』黒澤亜里子編、青土社、2005年
- 『沖縄基地とイラク戦争　米軍ヘリ墜落事故の深層』伊波洋一・永井浩、岩波ブックレット、2005年